# Louis-Vincent Cartier
Pour les articles homonymes, voir Cartier.
Ne doit pas être confondu avec Louis Cartier.
Louis-Vincent Cartier, né le 26 septembre 1768 à Saint-Laurent-de-Mure et mort à Lyon le 23 janvier 1839, est un médecin français.

## Biographie
Fils de chirurgien, Né à St Laurent de Mure, Louis-Vincent Cartier commence ses études de médecine avec Pierre Joseph Desault à Paris puis est admis interne le 19 décembre 1789 à l'Hôtel-Dieu de Lyon et devient chirurgien de l'armée des Alpes. Il revient à Lyon en 1794 en tant qu'adjoint de Marc-Antoine Petit. Il lui succède comme chirurgien-major du 2 décembre 1799 au 31 décembre 1805. Il participe au premier enseignement médico-chirurgical à l'Hôtel-Dieu.
Il a été membre de l'Académie des sciences, belles-lettres et arts de Lyon dès sa reconstitution en 1800.

## Publications et discours
- Précis d'observations de chirurgie faites à l'Hôtel-Dieu de Lyon ;
- Discours sur l'esprit qui doit diriger le manuel des observations de chirurgie ;
- Médecine interne appliquée aux maladies chirurgicales ;
- Remarques sur le traitement des fièvres muqueuses à caractères ataxiques.